# Rolf Wembstad
Rolf Wembstad (31 agosto 1927 – 11 ottobre 2013) è stato un dirigente sportivo e calciatore norvegese, di ruolo difensore.

## Carriera

### Giocatore

#### Club
Wembstad giocò nel Brann dal 1947 al 1957.

### Dopo il ritiro
Wembstad fu presidente del Brann dal 1981 al 1983.